# Сопряжённый оператор
Сопряжённый оператор — обобщение понятия эрмитово-сопряжённой матрицы для бесконечномерных пространств.

## Линейная алгебра
Преобразование {\displaystyle \varphi ^{*}} называется сопряжённым линейному преобразованию {\displaystyle \varphi }, если для любых векторов {\displaystyle x} и {\displaystyle y} выполнено равенство {\displaystyle \left(\varphi \left(x\right),y\right)=\left(x,\varphi ^{*}\left(y\right)\right)}. У каждого преобразования существует единственное сопряжённое преобразование. Его матрица в базисе определяется по матрице преобразования формулой {\displaystyle A^{*}=\Gamma ^{-1}A^{T}\Gamma }, если пространство евклидово, и формулой {\displaystyle A^{*}={\overline {\Gamma ^{-1}A^{T}\Gamma }}} в унитарном пространстве. {\displaystyle \Gamma } здесь обозначает матрицу Грама выбранного базиса. Если он ортонормированный, эти формулы принимают вид {\displaystyle A^{*}=A^{T}} и {\displaystyle A^{*}={\bar {A}}^{T}} соответственно.

## Общее линейное пространство
Пусть {\displaystyle E,\,L} — линейные пространства, а {\displaystyle E^{*},\,L^{*}} — сопряжённые линейные пространства (пространства линейных функционалов, определённых на {\displaystyle E,\,L}). Тогда для любого линейного оператора {\displaystyle A\colon E\to L} и любого линейного функционала {\displaystyle g\in L^{*}} определён линейный функционал {\displaystyle f\in E^{*}} — суперпозиция {\displaystyle g} и {\displaystyle A}: {\displaystyle f(x)=g(A(x))}. Отображение {\displaystyle g\mapsto f} называется сопряжённым линейным оператором и обозначается {\displaystyle A^{*}\colon L^{*}\to E^{*}}.
Если кратко, то {\displaystyle (A^{*}g,x)=(g,Ax)}, где {\displaystyle (B,x)} — действие функционала {\displaystyle B} на вектор {\displaystyle x}.

## Топологическое линейное пространство
Пусть {\displaystyle E,\,L} — топологические линейные пространства, а {\displaystyle E^{*},\,L^{*}} — сопряжённые топологические линейные пространства (пространства непрерывных линейных функционалов, определённых на {\displaystyle E,\,L}). Для любого непрерывного линейного оператора {\displaystyle A\colon E\to L} и любого непрерывного линейного функционала {\displaystyle g\in L^{*}} определён непрерывный линейный функционал {\displaystyle f\in E^{*}} — суперпозиция {\displaystyle g} и {\displaystyle A}: {\displaystyle f(x)=g(A(x))}. Нетрудно проверить, что отображение {\displaystyle g\mapsto f} линейно и непрерывно. Оно называется сопряжённым оператором и обозначается также {\displaystyle A^{*}\colon L^{*}\to E^{*}}.

## Банахово пространство
Пусть {\displaystyle A\colon X\to Y} — непрерывный линейный оператор, действующий из банахова пространства {\displaystyle X} в банахово пространство {\displaystyle Y} и пусть {\displaystyle X^{*},Y^{*}} — сопряжённые пространства. Обозначим {\displaystyle \forall x\in X,f\in Y^{*}[Ax,f]=f(Ax)}. Если {\displaystyle f} — фиксировано, то {\displaystyle [Ax,f]} — линейный непрерывный функционал в {\displaystyle X,[Ax,f]\in X^{*}}. Таким образом, для {\displaystyle \forall f\in Y^{*}} определён линейный непрерывный функционал из {\displaystyle X^{*}}, поэтому определён оператор {\displaystyle A^{*}\colon Y^{*}\to X^{*}}, такой что {\displaystyle [Ax,f]=[x,A^{*}f]}.
{\displaystyle A^{*}} называется сопряжённым оператором.
Аналогично можно определять сопряжённый оператор к линейному неограниченному оператору, но он будет определён не на всём пространстве.
Для {\displaystyle A^{*}} справедливы следующие свойства:
- Оператор {\displaystyle A^{*}} — линейный.
- Если {\displaystyle A} — линейный непрерывный оператор, то {\displaystyle A^{*}} также линейный непрерывный оператор.
- Пусть {\displaystyle O} — нулевой оператор, а {\displaystyle E} — единичный оператор. Тогда {\displaystyle O^{*}=O,E^{*}=E}.
- {\displaystyle (A+B)^{*}=A^{*}+B^{*}}.
- {\displaystyle \forall \alpha \in \mathbb {C} ,(\alpha A)^{*}={\bar {\alpha }}A^{*}}.
- {\displaystyle (AB)^{*}=B^{*}A^{*}}.
- {\displaystyle (A^{-1})^{*}=(A^{*})^{-1}}.

## Гильбертово пространство
В гильбертовом пространстве {\displaystyle H} теорема Рисса даёт отождествление пространства со своим сопряжённым, поэтому для оператора {\displaystyle A\colon H\to H} равенство {\displaystyle (Ax,y)=(x,A^{*}y)} определяет сопряжённый оператор {\displaystyle A^{*}\colon H\to H}. Здесь {\displaystyle (x,y)} — скалярное произведение в пространстве {\displaystyle H}.